# NHK水户放送局
NHK水户放送局（日语：NHK水戸放送局），又译NHK水户广播电视台，是日本放送協會位於茨城縣水户市、負責主管NHK在茨城縣地區事務的地方广播电视台（放送局）。

## 频道频率一览

### 电视频道
- NHK水户综合频道（呼号JOEP-DTV）

NHK水户还额外负责向茨城县转播NHK东京教育频道（JOAB-DTV）的节目。

### 广播频率
- NHK水户调频广播（呼号JOEP-FM）。

## 外部連結
- NHK水戶放送局 （页面存档备份，存于）
- NHK水户放送局的X（前Twitter）